# كيت أورمان
كيت أورمان (بالإنجليزية: Kate Orman)‏ (1968)؛ كاتِبة وروائية أسترالية. درست في جامعة سيدني.